# Телеестезия
Телеестезията (на гръцки: τῆλε – „далече“ и αἲσθησις – „усещане“) е парапсихологическо явление, при което се получава „пряко усещане или възприемане на неща и състояния, независимо от всякакви признати сетивни възприятия при обстоятелства, които изключват наличието на душа, освен тази на перципиента като източник на тези знания“. Терминът „телеестезия“ (telestesia) е създаден ок. 1882 – 86 г. от д-р Фредерик Майерс, Великобритания, за да замени неправилната и неточна дума „ясновидство“.
Според съвременна дефиниция, дадена от парапсихолога Светослав Иванов: „Телеестезията (ясновидството) е (пара)психичен процес на екстрасензорното енергоинформационно възприятие на зрителна, слухова, емоционална, интуитивна и др. информация за живи същества, предмети, явления, събития, в настоящето, бъдещето и миналото, при които обикновените сетива не могат да действат.“